# Цзяхэ
Цзяхэ́ (кит. упр. 宜章, пиньинь Yízhāng) — уезд городского округа Чэньчжоу провинции Хунань (КНР).

## История
Уезд был образован во времена империи Мин в 1639 году на стыке уезда Линьу и территории, напрямую подчинённой властям Гуйянской области (современный уезд Гуйян).
После образования КНР в 1949 году был создан Специальный район Чэньсянь (郴县专区), и уезд вошёл в его состав. В 1951 году Специальный район Чэньсянь был переименован в Специальный район Чэньчжоу (郴州专区).
В октябре 1952 года Специальный район Чэньчжоу был расформирован, и его административные единицы перешли в состав новой структуры — Сяннаньского административного района (湘南行政区). В 1954 году Сяннаньский административный район был упразднён, и был вновь создан Специальный район Чэньсянь.
В марте 1959 года уезды Ланьшань и Цзяхэ были объединены в уезд Ланьцзя (蓝嘉县).
29 августа 1960 года Специальный район Чэньсянь был вновь переименован в Специальный район Чэньчжоу.
В июле 1961 года уезд Ланьцзя был вновь разделён на уезды Ланьшань и Цзяхэ.
В 1970 году Специальный район Чэньчжоу был переименован в Округ Чэньчжоу (郴州地区).
Постановлением Госсовета КНР от 17 декабря 1994 года округ Чэньчжоу был преобразован в городской округ.

## Административное деление
Уезд делится на 9 посёлков и 1 волость.